# Icononzo
Icononzo est une municipalité colombienne située dans le département de Tolima.